# 国際航空専門学校
国際航空専門学校（こくさいこうくうせんもんがっこう）は、埼玉県所沢市に設置された、航空従事者を養成する専修学校。
国土交通大臣指定航空従事者養成施設である。

## 概要

### 設置者
- 学校法人浅野学園

初代名誉校長は徳川好敏。

### 所在地
- 埼玉県所沢市久米354

### 設置科
- 一等航空整備士取得準備コース                                                                                                                                               ( 3年制、学内での学科教育後、JALまたはANAでのインターンシップにより大型機の整備訓練を行う)
- 航空整備科 飛行機 ( 3年制、二等航空整備士・飛行機の取得 )
- 航空整備科 ヘリコプター ( 3年制、二等航空整備士・回転翼の取得 )
- 運行整備科 ( 2年制、二等航空運行整備士・飛行機の取得 )
- エアロサポート科 ( 2年制 、グランドハンドリングスタッフの養成 )
- 操縦科 ( 現在は募集停止 )

## 沿革
- 1961年（昭和36年)  学校創立（「国際航空学校」として開校 ）
- 1962年  (昭和37年)  国際航空大学校に改称
- 1971年   (昭和46年)  操縦科を2年制に改制
- 1972年  (昭和47年)   整備科を2年制に改制
- 1976年（昭和51年）運輸大臣指定航空従事者養成施設となる。
- 1979年  (昭和54年)  ヘリコプター整備科を開設
- 1980年（昭和55年）3月28日　各種学校から専修学校に移行
- 1981年（昭和56年）3月25日　学校法人設置認可
- 1999年  (平成11年)   エアロサポート科を新設 ( 航空電子整備科改制 )
- 2000年 (平成12年)   航空法の改制により新学科へ改編                                                                                                                     ( 航空整備科 3年制 二等航空整備士・飛行機 / 運行整備科 2年制 二等航空運行整備士・飛行機 / 運行整備科 2年制            二等航空運行整備士・ヘリコプター )
- 2004年 (平成16年)  卒業生が4000人を超える。
- 2007年 (平成19年)  3年制の航空整備科 二等航空整備士・ヘリコプター を新設 ( 運行整備科・ヘリコプター 改制 )
- 2011年  (平成23年)  開校50周年を迎える。卒業生が5000人を超える。
- 2016年 (平成28年)  航空整備科、エアロサポート科が文部科学大臣より「職業実践専門課程」に認定される。
- 2019年 (令和元年)   運航整備科が文部科学大臣より「職業実践専門課程」に認定される。

## 交通

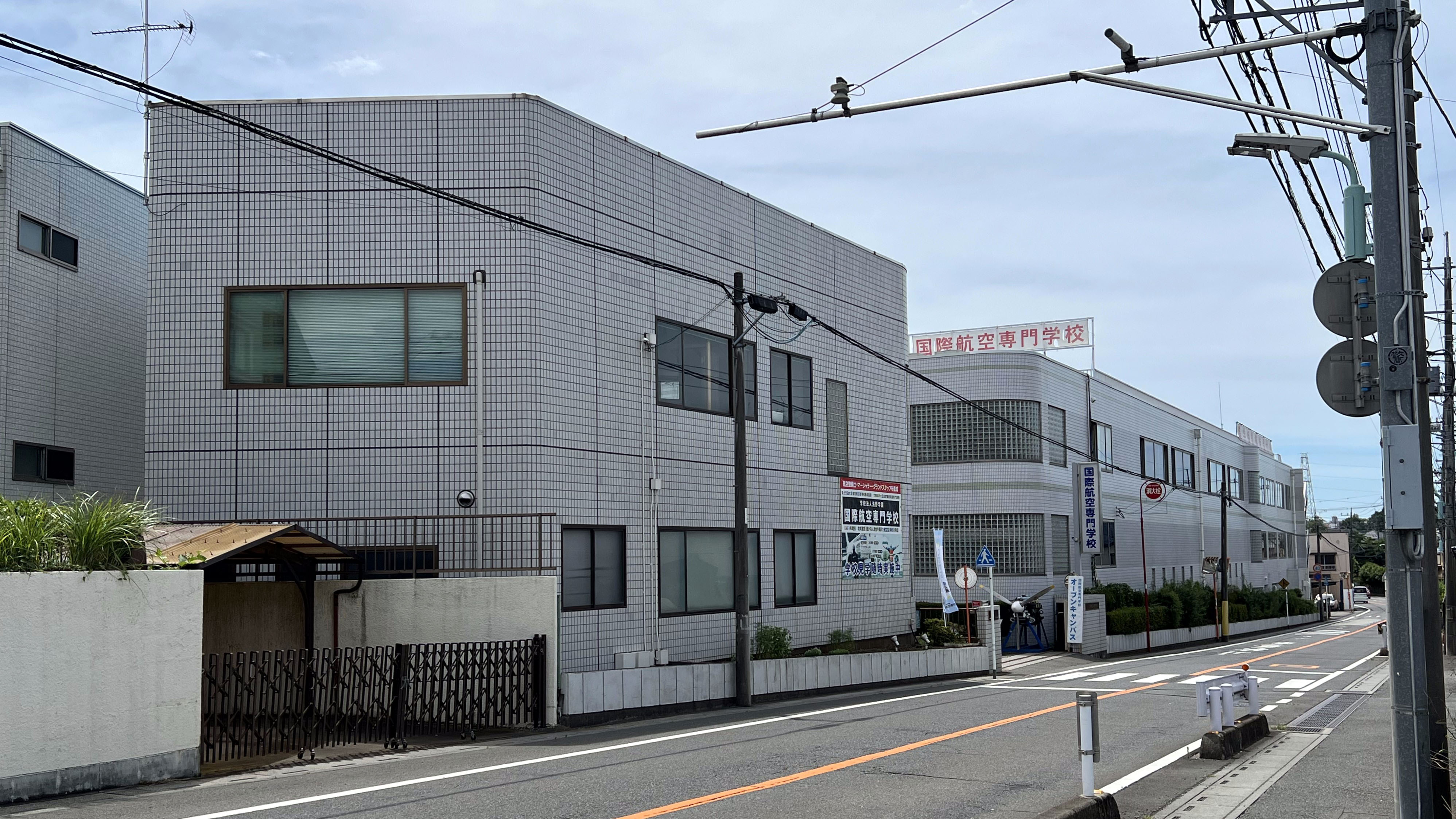
全景

- 西武新宿線・池袋線所沢駅西口より徒歩15分